# Az orvosdoktor
Az orvosdoktor (eredeti cím: Der Medicus) 2013-ban bemutatott német történelmi-drámafilm, amely Noah Gordon azonos című regénye alapján készült. A rendezője Philipp Stölzl, forgatókönyvírója Stölzl, Simon Block és Christoph Müller. A főszerepet Tom Payne, Ben Kingsley, Stellan Skarsgård, Olivier Martinez és Emma Rigby alakítja.
A filmet 2013. december 25-én mutatták be Németországban, Magyarországon DVD-n jelent meg szinkronizálva.

## Cselekmény
A 11. században Angliában utazó borbélysebészek megpróbálták a lakosság orvosi ellátását biztosítani, gyakran azt kockáztatva, hogy az egyház üldözni fogja őket boszorkányság vádja miatt.
A bányában dolgozó tízéves Robert Cole 1021-ben felfedezi, hogy rendkívüli, és egyben félelmetes adottsága van: megérzi, ha valaki meghalhat, ha nem kap azonnal megfelelő kezelést. Ezzel a képességével az eltitkolt vakbélgyulladásban szenvedő édesanyja közeli halála kapcsán találkozik először. Árván maradva csatlakozik egy magát Borbélynak nevező vándorhoz: ez utóbbi megtanítja neki a középkori orvoslás alapjait, olyan praktikákat alkalmazva, mint a köpölyözés, érvágás, foghúzás és ficamok reponálása. Bár csak tanonc, Rob felismeri tanítója korlátait, és amikor a Borbély szürkehályog miatt elveszíti a látását, egy zsidó vallású igazi orvost kér fel, akinek sikerül is teljesen meggyógyítania. Robertet lenyűgözi az orvos tudása, akinek a nyomdokaiba szeretne lépni, azonban azt a választ kapja, hogy ehhez a Perzsiában lévő Isfahānban, az ottani medreszében kell tanulnia. (ahol a híres Ibn Sinā tanít), de keresztény vallása miatt már az odaút is veszélyes, a tanítványok közé való felvétel pedig lehetetlen.
Rob azonban orvos akar lenni, és úgy dönt, hogy vállalja a kockázatot, és elindul Isfahānba. Zsidónak adja ki magát, és Egyiptomban körülmetéli saját magát, hogy ne bukjon le; Jesse ben-Benjamin néven csatlakozik egy Isfahānba tartó karavánhoz. A vele utazók között van a saját esküvőjére utazó ibériai zsidó Rebecca is, akivel egy kislány meggyógyítása közben összebarátkozik, és aki felolvassa neki az Ezeregyéjszaka történeteit (különösen Aladdin és Szindbád, a tengerész történeteit kedveli). 
A karavánt azonban homokvihar éri el, utasai szétszélednek, mielőtt elérnék céljukat; Rob kimerülten érkezik meg Isfahānba, és azt hiszi, ő az egyetlen, aki túlélte a vihart. 
Ibn Sinā iskolájába érve Robot az iskola őre kidobatja és csúnyán megvereti. Az iskola előtt vérben fekvő Robot Ibn Sinā találja meg és kezeli, aki értékeli az orvostudomány iránti érdeklődését, és üdvözli őt diákjai között. Ott találkozik és összebarátkozik a zsidó Mirdinnel, és a perzsa Karimmal, aki gazdag apja könyvadománya révén került be az iskolába. Mirdin révén kap meghívást Rebecca (aki szintén megmenekült a vihar elől) és a gazdag, középkorú zsidó bar Kappara házasságára.
A kórházban (bīmārestān) és a medreszében Ibn Sinātól megtanulja az orvostudomány alapjait, valamint más tudományokat, például filozófiát (beleértve az Arisztotelészi filozófiát és az iszlám filozófia alapjait) és csillagászatot. Ibn Sinā értékeli Rob elkötelezettségét és éles eszét és amikor a sah magához hívatja, hogy a szeldzsuk török békekövet lefejezése miatt megrándult csuklóját kezelje, őt is magával viszi.  
A város körül táborozó szeldzsuk hadsereg a békeajánlat (értsd: feltétel nélküli megadás) visszautasítására válaszul biológiai hadviselést kezd: egy pestisest küld a piactérre, aki – mielőtt meghal – számos embert megfertőz. A járvány kitör, a várost lezárják, csak a palotában dolgozók távozhatnak, illetve néhányan, a kapuőröket megvesztegetve, közöttük Bar Kappara. A kórház felkészül a betegek fogadására, akiket hamarosan hoznak is. Emberek ezrei halnak meg, az orvosok a betegek mellett maradnak. Rob a betegek ápolása közben teszteli különös képességét, és részt vesz annak felfedezésében, hogy a legfontosabb higiéniai szabályok segíthetnek a járvány felszámolásában: különösen a patkányokon lévő bolhákat azonosítja a fertőzés terjesztőiként, ezért javasolja a holttestek elégetését és a patkányok megmérgezését. Eközben tudomására jut, hogy Rebeccát is megfertőzte a pestis, és a férje magára hagyta. Beviszi a kórházba és miközben Rebecca lábadozik, egyre közelebb kerülnek egymáshoz. A lezárásnak, a patkányirtásnak és a fertőzésre fogékony emberek megfogyatkozásának köszönhetően a járvány alábbhagy. Bar Kappara és a többiek győzelmi bevonulással térnek vissza a városba. Rebecca is – vágyai ellenére – kénytelen hazatérni, ahol férje részéről nagy megbecsülésnek örvend. Emellett viszonyt kezd Robbal, és megfogan. 
Rob a sahhoz is bejáratos lesz, aki a járvány megfékezése miatt nagy megbecsüléssel övezi, bizalmába fogadja, magával viszi vadászatra és ágyasai közül is választhat.
Annak ellenére, hogy nagy sikerrel segített felszámolni a pestist, Rob keserűen csalódik, hogy a (haskórnak nevezett) vakbélgyulladásra nincs gyógymód. Ezért amikor a fárszi Kászim meghal a betegségben és kiderül, hogy számára nem fontos a test, Rob úgy dönt, hogy titokban felnyitja a holttestet, hogy kiderítse a halál pontos okát, mielőtt – az elhunyt kérésének megfelelően – kiteszi azt a keselyűk elé. A lehetőséget kihasználva a diagnózis felállítása után még napokig anatómiai tanulmányokat folytat és részletes rajzokat készít a hasüregről.
Eközben Bar Kappara Rob segítségét kéri, hogy megállapítsa, a felesége (a házasság elhálása halogatásának indokául felhozott) menzesze miért húzódik szokatlanul sokáig. A vizsgálat fényt derít Rebecca terhességére és egyértelműen Rob az apa. Rebecca képtelen rávenni magát, hogy férjével aznap este egy ágyba bújjon a terhesség elleplezése érdekében, ezért férje kérdőre vonja és ő mindent bevall. Kiderül a házasságtörés: a zsidó törvények előírják Rebecca halálra kövezését nyakig földbe ásva. A gödröt maga Bar Kappara ássa ki.
Nem teljesen világos okok miatt az iskola őre házkutatást rendel el Robnál, ahol megtalálják az anatómiai rajzokat, majd később a kibontott testet. Letartóztatják, és a kádi – némi egérút felkínálása után – Ibn Sināval együtt nekromancia bűne miatt halálra ítéli. Noha Rob esetében – "zsidó" lévén – a kádinak elvileg nincs fennhatósága, a város muszlim közösségét a sah és a zsidók ellen régóta lázító, az eleddig független medreszében maktabot (korániskolát) létrehozni szándékozó és a szeldzsukokkal szövetséget kereső imám ezt figyelmen kívül hagyja. Isfahānban azonban az iszlám kétféle elképzelése áll egymással szemben: Ala ad-Daula sah és udvara toleráns; valamint a szélsőséges főpap elképzelése. Rob a halálos ítélet meghozatalakor kétségbeesésében, hogy mentse a zsidó közösséget a kollektív büntetéstől, kereszténynek vallja magát. A körülmetéltsége azonban lebuktatja. Ennek ellenére a sah elhiszi, hogy keresztény és a kivégzés előtt mindkettejüket megmenti és egyúttal lemészároltatja a túlságosan önteltté vált és hazaáruló mullahokat. Teszi ezt azért, mert ismét szüksége van a segítségükre: a vakbélgyulladásban szenvedő férfi ugyanis azt követeli, hogy Rob operálja meg, hogy aztán ő vezethesse a csapatokat a csatába a várost időközben megtámadó szeldzsukok ellen; cserébe megakadályozza Rebecca kivégzését.
Bár a műtét sikeres, és a sah a hadsereg élén kijön a falak mögül, a helyzet kétségbeejtő, és a város közel áll az összeomláshoz: Ibn Sinā ekkor úgy dönt, hogy inkább öngyilkos lesz, minthogy visszazuhanjon a homályba, azonban halála előtt teljes jogú orvossá avatja Robot. Rob, Rebecca és a megmaradt zsidó lakosság a sah támogatásával elmenekül. A csatát a szeldzsukok nyerik, és a várost a mullahok átadják nekik. 
Ibn Sinā halála után Rob visszatér feleségével, Rebeccával Londonba, hogy ott kórházat alapítson. Az öreg Borbély, Rob első tanítója, egy gyermektől értesül tanítványa visszatéréséről, akit már „Filantróp” néven tartanak számon.

## Szereplők
(A szereposztás mellett a magyar hangok feltüntetve)
- Tom Payne – Rob Cole/Jesse Ben Benjamin – Welker Gábor
- Emma Rigby – Rebecca – Mezei Kitty
- Stellan Skarsgård – a „Borbély” sebész – Kassai Károly
- Ben Kingsley – Ibn Sina, Avicenna – Tarján Péter
- Olivier Martinez – Shah Ala ad-Daula – Széles Tamás
- Michael Marcus – Mirdin – Horváth Illés
- Elyas M’Barek – Karim – Láng Balázs
- Fahri Yardım – Davout Hossein – Maday Gábor
- Makram Khoury – Imam – Szersén Gyula
- Stanley Townsend – Bar Kappara – Faragó András
- Adam Thomas Wright – Rob Cole fiatalon – Pál Dániel Máté
- Peter Bankole – Mano Dayak –
- Renu Setna – Kászim – Orosz István

## Megjelenés
A filmet 2013. december 25-én mutatták be a német mozikban.
A német közszolgálati televízió, az ARD számára egy kétrészes minisorozat formájában is megjelent.

## Fordítás
- Ez a szócikk részben vagy egészben  a   The Physician (2013 film) című angol Wikipédia-szócikk fordításán alapul.  Az eredeti cikk szerkesztőit annak laptörténete sorolja fel. Ez a jelzés csupán a megfogalmazás eredetét és a szerzői jogokat jelzi, nem szolgál a cikkben szereplő információk forrásmegjelöléseként.